# Disa harveyana
Espèce
Statut CITES
Disa harveyana est une espèce de la famille des Orchidaceae. Son aire de répartition naturelle  est le Cap-Occidental en Afrique du Sud. C’est un géophyte tubéreux qui pousse principalement dans le biome subtropical. Il est principalement présent dans le sud-ouest du Cap où il pousse sur les pentes de grès.

## Description
Disa harveyana forme une touffe basale de feuilles étroites qui sèchent à la floraison. Un épi lâche de couleur crème à blanc ou mauve à lilas est surmonté  par de grandes fleurs présentant des stries violettes ou rouges. Le tépale dorsal n’entoure pas complètement les pétales et forme un éperon mince. Il est pollinisé par les taons. Il fleurit plus facilement dans les zones ouvertes ou, les premières années, après un incendie.

## Liste des sous-espèces
Selon GBIF (17 mai 2024) :
- Disa harveyana subsp. harveyana
- Disa harveyana subsp. longicalcarata S.D.Johnson & H.P.Linder

## Systématique
Le nom correct complet (avec auteur) de ce taxon est Disa harveyana Lindl..